# Edersleben
Edersleben è un comune tedesco di 959 abitanti situato nel land della Sassonia-Anhalt.